# Cardioderma cor
Cardioderma cor är en fladdermusart som först beskrevs av Peters 1872.  Cardioderma cor ingår i familjen storöronfladdermöss. IUCN kategoriserar arten globalt som livskraftig. Inga underarter finns listade i Catalogue of Life.
Arten når en kroppslängd (huvud och bål) av 70 till 77 mm och en vikt av 21 till 35 g. Den saknar svans. Cardioderma cor har 50 till 58 mm långa underarmar, en vingspann av 292 till 380 mm, 14 till 19 mm långa bakfötter och 30 till 41 mm långa öron. Pälsen har allmänt en gråblå färg. Arten skiljer sig från andra medlemmar i samma familj genom avvikande detaljer av tändernas konstruktion. Den har till exempel bara en premolar i varje övre käkhalva och den tredje molaren är inte förminskad.
Cardioderma cor förekommer i östra Afrika från östra Sudan och Eritrea till norra Tanzania. Den vistas i låglandet och i låga bergstrakter upp till 940 meter över havet. Habitatet utgörs av savanner och buskskogar.
Individerna vilar i grottor, i trädens håligheter eller i byggnader. Där är de ensam eller de bildar mindre kolonier med upp till 80 medlemmar. På natten letar de efter föda som ofta hittas på marken. Denna fladdermus jagar stora skalbaggar, andra ryggradslösa djur och ibland andra fladdermöss. Varje individ har ett jaktrevir som försvaras med kvittrande ljud. Fortplantningen sker under årets två regntider och per kull föds en unge. Dräktigheten antas vara tre månader och ungen diar sin mor cirka två månader.